# 佐藤道郎
佐藤道郎（1947年5月5日—），日本棒球選手，出生於日本東京都中野区，曾經效力於日本職棒福岡軟體銀行鷹等隊伍，於1980年退休，生涯通算88次勝投。